# Gastão Formenti
Pour les articles homonymes, voir Formenti (homonymie).

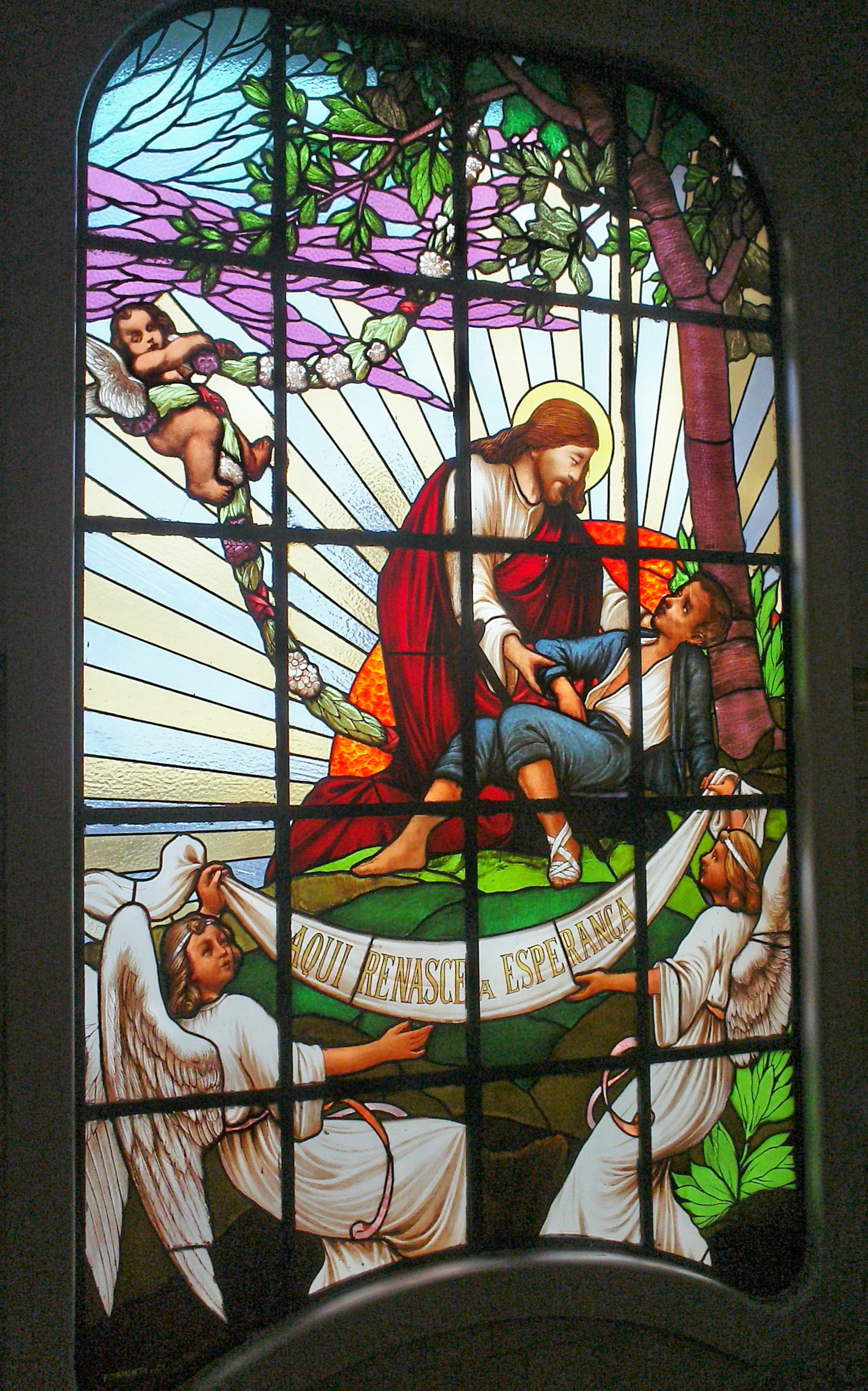
Vitrail Art nouveau de Gastão Formenti à l'hôpital Lazarus, São Cristóvão, Rio de Janeiro, inauguré en 1920 avec l'inscription Ici naît l'espoir.

Gastão Formenti, né le 24 juin 1894 à Guaratinguetá et mort le 27 mai 1974 à Rio de Janeiro, est un peintre, dessinateur, mosaïste, vitrailliste et chanteur brésilien.

## Biographie
Gastão Formenti naît le 24 juin 1894 à Guaratinguetá. Il est le fils de parents italiens, Cesare Alessandro (pt) et Adelina Piccoli Formenti.
Il commence sa formation artistique en étudiant le dessin et la peinture auprès de Pietro Strina (1874-1927) à São Paulo vers 1910. Il déménage avec sa famille à Rio de Janeiro, où il travaille dans l'atelier de son père, participant à la réalisation de mosaïques et de vitraux. Parmi les travaux qu'il réalise avec son père, on peut citer le sol du palais Tiradentes à Rio de Janeiro. En 1913, il participe pour la première fois à l'exposition générale des beaux-arts, organisée par l'École nationale des beaux-arts de Rio de Janeiro, et reçoit une mention honorable. Lors des éditions suivantes de l'exposition, il reçoit une médaille de bronze en 1921 et une médaille d'argent en 1924. Il devient un chanteur populaire en 1916, enregistrant plus de 400 chansons. En 1929, il enregistre les chansons Tutu Marambá, du duo Joubert de Carvalho et Olegário Mariano, et La marocha, un motif populaire argentin, accompagné par le groupe Odeon. La même année, il enregistre la chanson Caboquinha et la valse Sombrinha azul de Joubert de Carvalho, accompagné par le Rio Artists Orchestra, et la chanson Lua branca de Chiquinha Gonzaga, accompagnée par J. Otaviano au piano. Il enregistre un duo avec Francisco Alves dans la chanson de samba Já me esqueci de você, de Francisco Alves et Ari Brandão.
Il participe aux éditions du Salão Paulista de Belas Artes, remportant une médaille d'argent lors de l'édition de 1940.
En 1970, il enregistre le récit de sa vie pour le Musée de l'image et du son de São Paulo (MIS/SP), dans le cadre du projet Depoimentos para a Posteridade. Ses œuvres font partie de la collection du Musée national des beaux-arts de Rio de Janeiro.
Gastão Formenti meurt le 27 mai 1974 à Rio de Janeiro.